# Irina Vega
Irina Vega (Jávea, 19 de diciembre de 1982) es directora y actriz de cine para adultos, española, guionista, productora independiente y creadora de contenido. Su obra cinematográfica busca la normalización de la sexualidad, mostrando diversidad de cuerpos y géneros, y una cuidada performance.
Ha escrito dos novelas eróticas donde se exploran las relaciones abiertas a través de una pareja que se inicia en el mundo swinger. Están ilustradas por Chiara Liki y ambas han sido publicadas por el sello editorial Penguin Random House. 

## Biografía
Estudió electrónica, informática y desarrollo de páginas webs. Inició su carrera como actriz de cine para adultos en el año 2004 para dar el salto a la dirección ese mismo año. Comenzó entonces a producir porno alternativo de manera independiente. 
En 2005 fundó Altporn4U, productora y comunidad de entretenimiento para adultos indie.
En 2016 creó la agencia de modelos European Muses y en 2020 la web Indie Lust donde publica, dando a conocer, contenido audiovisual de otras productoras dentro de la misma corriente de porno independiente.
Ha conseguido varias nominaciones y galardones en los Premios Galaxy, Premios Ninfa y Premios AltPorn.
Se declara una apasionada por los viajes, el cine y los videojuegos.
A lo largo de su carrera también ha colaborado con otros artistas de diferentes disciplinas, como con el pintor Pictor Mulier, para quien posó como modelo de una de sus obras. Realizó dos cameos en cine convencional, en 2013 en la película Faraday y en 2017 en Call TV, ambas del director Norberto Ramos del Val.

## Activismo
Destaca su compromiso para defender los derechos del trabajo sexual reivindicando condiciones de trabajo dignas y reconocimiento social.
Asimismo lucha contra la censura y falta de libertad de expresión en redes sociales. En el año 2018, junto a las actrices Lady Nala, Blondie Fesser y Anneke Necro, creó una mesa redonda para denunciar la discriminación que sufren los y las trabajadoras sexuales en redes sociales.<

## Presencia en medios
En 2009 participó en el programa Días de Cine de la 2 de RTVE presentado por Antonio Gasset.
Fue portada de la revista Interviú en julio de 2017.
En el año 2019 participó en el episodio 3 de la serie documental de la BBC Porn Laid Bare, en el que también participaron Erika Lust y Julia de Lucía, entre otros.
Ha sido entrevistada enVice y ha participado siendo invitada en diferentes programas de televisión como La entrevista Incómoda de 8tv o Sobreviviré de Telecinco.
También ha concedido entrevistas a los principales medios de comunicación, como los periódicos Levante, Público, Esquire y El Español.

## Libros
- 2020: Dame Más. Irina Vega. Ilustraciones de Chiara Liki. Penguin Random House.
- 2021: No Pares. Irina Vega. Ilustraciones de Chiara Liki. Penguin Random House.

## Premios
- 2013. Premios Ninfa. Mejor editora de vídeos. Irina Vega.
- 2013. Galaxy Awards. Mejor website. AltPorn4U.
- 2017. Premios Ninfa. Mejor página web. AltPorn4U.
- 2017. Premios Ninfa. Mejor escena del año. Breakfast.
- 2018. Premios Ninfa. Mejor actriz. Irina Vega.
- 2018. Premios Ninfa. Mejor escena. Pop Corn.
- 2018. Premios Ninfa. Mejor escena de trío u orgía. Pop Corn.
- 2018. Premios Ninfa. Mejor escena lésbica. Lesbian Pov.